# Église Saint-Hilaire de la Varenne-Saint-Hilaire
L'église Saint-Hilaire est une église catholique située à Saint-Maur-des-Fossés, dans le diocèse de Créteil (Val-de-Marne), en France. C'est un des trois points de départ du pèlerinage de Notre-Dame des Miracles.

## Description
Elle est faite d’une structure en béton avec remplissage de briques. Une fresque, œuvre de Charles Bouleau, orne le mur du chœur.

## Historique
Sa création qui date de l’Entre-deux-Guerres est typique des techniques élaborées pendant la Première Guerre mondiale et utilisées lors de la reconstruction.